# Sociedade de Exploração de Israel
A Sociedade de Exploração de Israel (IES) ( hebraico : החברה לחקירת ארץ ישראל ועתיקותיה - Hakhevra Lekhakirat Eretz Yisrael Va'atikoteha), originalmente a Sociedade Judaica de Exploração da Palestina, é uma sociedade dedicada à pesquisa histórica, geográfica e arqueológica da Terra de Israel. A sociedade foi fundada em 1913 e novamente em 1920, com o objetivo de estudar a história e a civilização da Terra de Israel e de disseminar seu conhecimento. 

## Visão geral
A Sociedade de Exploração de Israel desempenha um papel fundamental em pesquisa arqueológica, abrangendo todos os períodos, desde os tempos pré-históricos até o período otomano. Ela coordena grande parte da pesquisa arqueológica multi-institucional realizada por expedições arqueológicas israelenses e estrangeiras em Israel. As principais atividades realizadas pela IES incluem a organização de escavações, a obtenção de apoio financeiro para projetos arqueológicos, a publicação de relatórios de escavações e a ligação e cooperação com instituições israelenses e estrangeiras no campo da publicação e em um esforço coletivo para promover a causa da arqueologia.
A IES é uma organização sem fins lucrativos administrada por um comitê executivo e por um conselho composto por representantes de todos os institutos de arqueologia de Israel e de vários grandes museus arqueológicos.

## História
A sociedade foi fundada em abril de 1913, tendo David Yellin como presidente e A. Brawer como secretário. Era chamada de "Sociedade Judaica para a Exploração de Eretz-Israel e suas Antiguidades" em hebraico e "Sociedade Judaica de Exploração da Palestina" em inglês. Com o advento da Segunda Guerra Mundial, a sociedade fechou sem realizar nenhuma escavação ou publicar nenhum relatório. Em novembro de 1920, o mesmo grupo de pessoas fundou a sociedade novamente, mudando “judaica” para “hebraica” em seu nome em hebraico, mas mantendo o nome em inglês.
Durante o período do Mandato Britânico, a sociedade foi responsável pelas primeiras escavações arqueológicas já conduzidas por uma organização judaica na Palestina, em Hamat Tiberíades, onde Nahum Slouschz descobriu uma sinagoga do período romano tardio ao bizantino.Outras escavações foram realizadas no Túmulo de Absalão, ao redor das muralhas da Cidade Velha de Jerusalém, Ramat Rachel, Beit She'arim e Tel Bet Yerah.
Após a Guerra Árabe-Israelense de 1948, a IES recebeu a primeira licença de escavação emitida pelo governo israelense, permitindo-lhe escavar em Tell Qasile. Desde então, organizou e patrocinou alguns dos mais importantes projetos arqueológicos realizados no país, incluindo Tel Hazor, Massada, as escavações em Jerusalém perto do Monte do Templo, no Bairro Judeu e na Cidade de Davi, as Expedições ao Deserto da Judeia, En-Gedi, Tel Arad, Laquis, Afeque, Jericó, Herodium, Yoqneam, Dor e Tel Megido.
A IES é uma organização pública e seu trabalho consiste na organização e patrocínio de projetos arqueológicos, publicação de periódicos e relatórios de escavações e realização de conferências profissionais.

## Conferências e publicações

### Reuniões anuais
A IES, em cooperação com outras instituições, realizou trinta encontros para a comunidade arqueológica de Israel.
Cinquenta e nove conferências arqueológicas foram realizadas para membros da IES. Esses encontros anuais incluem palestras de arqueólogos e visitas guiadas a locais descobertos recentemente.

### Congressos, atas publicadas
- Arqueologia bíblica: dois congressos internacionais foram realizados sobre o tema em 1984 e 1990, atraindo centenas de participantes do mundo todo. Os procedimentos de ambos foram publicados em dois volumes intitulados Biblical Archaeology Today.
- Manuscritos do Mar Morto: em 1997, um congresso internacional foi realizado em Jerusalém para marcar os 50 anos da descoberta dos Manuscritos do Mar Morto. Os procedimentos aparecem no volume Os Manuscritos do Mar Morto Cinquenta Anos após sua Descoberta.

### Publicações de livros (seleção)
- A cerâmica antiga de Israel e seus vizinhos do Neolítico ao Período Helenístico (3 vols., 2015, ed. Seymour Gitin ), preparado em conjunto com a Autoridade de Antiguidades de Israel (IAA), o Instituto Albright e as Escolas Americanas de Pesquisa Oriental (ASOR)
- A Nova Enciclopédia de Escavações Arqueológicas na Terra Santa (1993), apareceu em edições de quatro volumes em hebraico e inglês

### Periódicos e séries
- Qobez foi um periódico hebraico publicado pela primeira vez em 1921.[1]
- Israel Exploration Journal (em inglês, semestral)
- Qadmoniot: Um Jornal para as Antiguidades de Eretz-Israel e da Bíblia (trimestral hebraico), publicado pelo IES em conjunto com a Autoridade de Antiguidades de Israel (IAA).  Iniciado em 1968 por Yigael Yadin e Joseph Aviram como um periódico popular em hebraico sobre arqueologia e história antiga da Terra de Israel, teve Yadin como editor-chefe até 1978, quando Ephraim Stern assumiu (1978-1994, 1998-2018). Em 2018, foi considerado o principal periódico arqueológico em língua hebraica.[2]
- Eretz-Israel: Estudos Arqueológicos, Históricos e Geográficos (hebraico e inglês), série festschrift que publica estudos originais em homenagem aos principais acadêmicos internacionais. Vinte e sete volumes apareceram até hoje.

## Prêmios
Em 1989, a Sociedade de Exploração de Israel recebeu o Prêmio Israel por sua contribuição especial à sociedade e ao Estado de Israel.A citação do comitê de juízes destacou: "Tem sido a principal e mais eficaz instituição para promover o conhecimento da arqueologia e da história do país, tanto no país quanto no exterior, desde que foi fundada há setenta e cinco anos."